# Administrateur apostolique
Un administrateur apostolique est un ecclésiastique catholique nommé directement par le pape pour gouverner temporairement un diocèse. Il peut exercer sa charge dans un diocèse vacant au même titre qu'un administrateur diocésain (administrateur apostolique « sede vacante »), ou dans un diocèse qui a déjà un évêque titulaire (administrateur apostolique  « sede plena »). L'administrateur apostolique gouverne le diocèse non en tant qu'évêque titulaire mais en tant que représentant du pape. Un évêque émérite ou d'un diocèse voisin peut notamment exercer cette charge. 
Depuis le nouveau code de droit canonique (1983), la notion et la pratique d'administration apostolique se sont élargies. Elle désigne le gouvernement d'une portion du peuple de Dieu que les circonstances empêchent d'intégrer un diocèse (avec à sa tête un évêque) et qui pour cette raison relève de la responsabilité directe du pape. Cette acception rejoint le sens de vicaire apostolique (ou exarque apostolique pour les églises orientales).

### Sources
- Anne Bamberg, « L’administrateur apostolique. Réalités complexes et vocabulaire flottant. Questions autour du droit canonique », Ius Ecclesiae, vol. 19, no 2,‎ 2007, p. 409-429 (lire en ligne, consulté le 27 novembre 2024).